# Tyler Hague
Tyler Nicklaus Hague, detto Nick (Belleville, 24 settembre 1975), è un astronauta statunitense.
L'11 ottobre 2018 è partito per la sua prima missione spaziale a bordo della Sojuz MS-10 insieme al comandante Aleksej Ovčinin ma durante la separazione dei primi stadi uno di essi è impattato nel secondo stadio perforandolo e avviando la procedura di aborto missione. Qualche mese dopo, nel marzo 2019, è stato lanciato una seconda volta per prendere parte alla missione di sei mesi Sojuz MS-12 (Expedition 59/60). È tornato nello spazio il 28 settembre 2024 con il ruolo di comandante della navicella Crew Dragon Freedom per la missione SpaceX Crew-9 (Expedition 72) a bordo della Stazione spaziale internazionale.

## Biografia

### Carriera militare
Hague conseguì una laurea in Ingegneria astronautica alla United States Air Force Academy (USAFA) nel 1998 e un master in Ingegneria aeronautica e astronautica al MIT nel 2000.
Dopo esser diventato Secondo tenente dell'USAF venne assegnato alla Base aerea Kirtland, dove lavorò alle tecnologie dei veicoli spaziali. Nel 2003 frequentò il corso annuale di Ingegnere collaudatore della U.S. Air Force Test Pilot School alla Base aerea Edwards. A seguito del diploma prestò servizio nella Squadriglia dei test di volo 416 collaudando gli aerei F-16, F-15 e T-38. Alla fine dello stesso anno venne dispiegato per cinque mesi in Iraq durante l'Operation Iraqi Freedom, conducendo ricognizioni aeree. Nel 2006 si unì al Dipartimento di astronautica della USAFA, dove insegnò nei corsi introduttivi di astronautica, di analisi dei sistemi di controllo lineare e immersioni subacquee. Nel 2009 venne selezionato come membro dello staff del Senato statunitense, ricoprendo il ruolo di consulente riguardo alla difesa nazionale e politica estera. Successivamente servì al Pentagono come membro di collegamento per gli stanziamenti del congresso per l'US Central Command. Nel 2012 Hague venne assegnato al Joint Improvised Explosive Device Defeat Organization, come Vice Capo Divisione per la ricerca e lo sviluppo, in cui lavorò fino alla selezione come astronauta nel 2013. Nel giugno del 2016 venne promosso al grado di Colonnello. Dal 2020 al 2022 Hague svolse un developmental rotation in cui ricoprì il ruolo di Direttore di Test e Valutazione nella Sede centrale della United States Space Force, supervisionando l'istituzione del personale, delle infrastrutture e delle operazioni della nuova forza armata. Nel 2021 Hague venne trasferito su richiesta personale dall'United States Air Force alla United States Space Force.

### Carriera alla NASA
Hague venne selezionato nel Gruppo 21 degli astronauti NASA il 17 giugno del 2013. Ad agosto dello stesso anno iniziò i due anni di addestramento base come candidato astronauta che comprendeva lezioni sui sistemi e sulle procedure della Stazione spaziale internazionale (ISS), attività extraveicolari (EVA) simulate nel Neutral Buoyancy Laboratory (NBL), lezioni di robotica del Canadarm2, lezioni di lingua russa, addestramenti di volo a bordo del T-38 e esercitazioni di sopravvivenza in vari ambienti estremi, tra cui l'acqua e nei boschi. Nel luglio del 2015 completò l'addestramento diventando ufficialmente un astronauta e quindi assegnabile alle missioni spaziali. A marzo 2018 assunse il ruolo di ingegnere di volo 1 dell'equipaggio di riserva durante i preparativi al lancio della Sojuz MS-08. Nell'agosto 2022 Hague ricevette l'incarico tecnico al Crew Operations and Test technical a supporto del programma Boeing CST-100 Starliner del Commercial Crew Program.

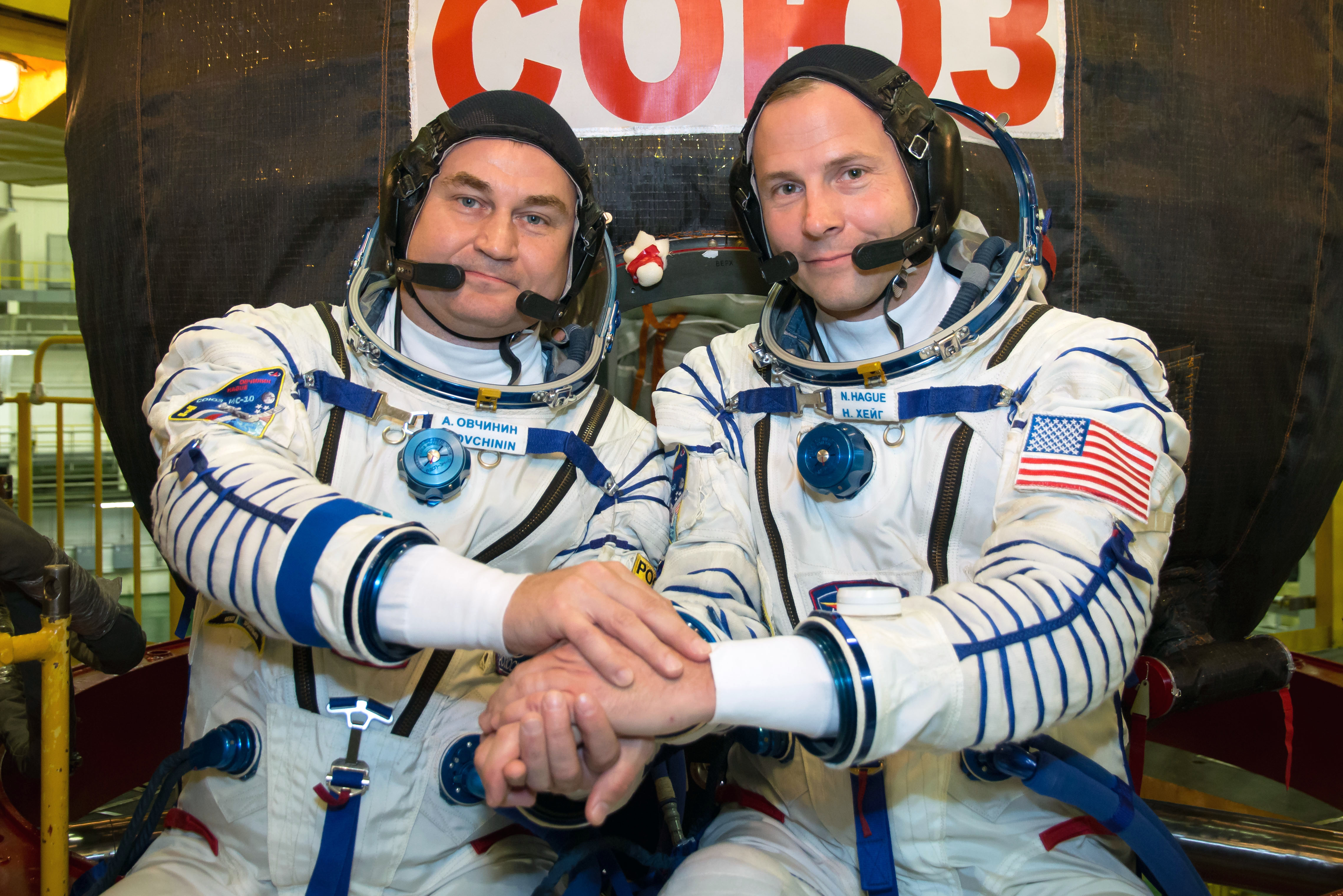
Ovčinin e Hague davanti alla Sojuz MS-10

#### Sojuz MS-10
Il 28 marzo 2017 venne assegnato come membro dell'equipaggio dell'Expedition 57/58 e della Sojuz MS-10 insieme al comandante russo Aleksej Ovčinin, la cui partenza era prevista per l'11 ottobre 2018. L'11 ottobre 2018 venne lanciato con Ovčinin a bordo della Sojuz MS-10, ma dovette effettuare un atterraggio di emergenza a causa di un'anomalia al vettore Sojuz-FG. Avendo raggiunto solamente i 93 km di altitudine, data la definizione di volo astronautico del FAI, questo volo venne considerato un volo suborbitale. A seguito del lancio fallito venne avviata un'investigazione per determinare le cause dell'incidente e le successive azioni da compiere per evitare che si ripresentasse. Per la durata dell'investigazione i voli Sojuz vennero interrotti, facendo rimanere la ISS abitata dai soli tre membri dell'equipaggio della Sojuz MS-09 per qualche mese.

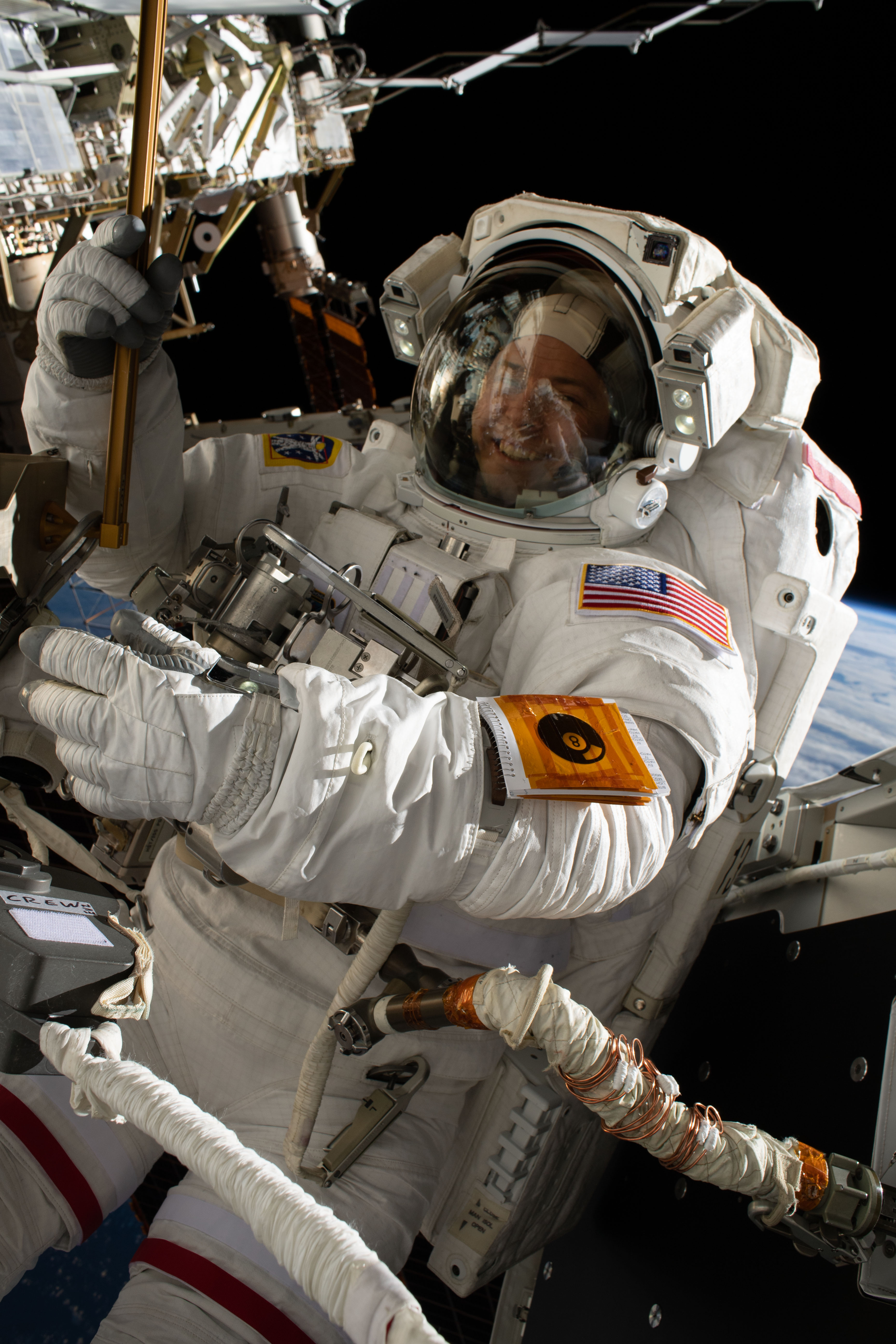
Hague durante la sua seconda attività extraveicolare (EVA)

#### Sojuz MS-12 (Expedition 59/60)
Al fine di non perdere la preparazione specifica della missione per Hague e Ovčinin, il 3 dicembre 2018 vennero assegnati alla missione immediatamente successiva, la Sojuz MS-12 (Expedition 59/60) insieme all'astronauta NASA Christina Koch. Questo comportò uno slittamento degli equipaggi di sei mesi. Hague venne lanciato nuovamente il 14 marzo 2019 dal cosmodromo di Bajkonur. Nei sei mesi di missione Hague svolse centinaia di esperimenti scientifici, manutenzione interna e esterna della ISS e operazioni di docking e undocking dei veicolo spaziali in visita. Svolse tre attività extraveicolari (EVA) di quasi 20 ore totali, due per la sostituzione delle batterie per l'aggiornamento del sistema elettrico della ISS e una per l'installazione del International Docking Adapter-3 (IDA-3) al Pressurized Mating Adapter-3 nel boccaporto zenith di Harmony. Il boccaporto zenith venne usato per il docking automatico dei veicoli spaziali statunitensi Dragon 2 (Crew e Cargo) e per il veicolo Starliner, la cui entrata in servizio era prevista negli anni successivi. Il primo docking al boccaporto zenith di Harmony avvenne nel dicembre 2020 con il veicolo SpaceX CRS-21. Supervisionò le operazioni di cattura/rilascio con il braccio robotico Canadarm2 dei veicolo di rifornimento statunitensi Cygnus NG-11, SpaceX CRS-17 e SpaceX CRS-18. Il 25 settembre 2019 la Sojuz MS-15 arrivò alla ISS con il comandante Oleg Skripočka, l'ingegnere di volo Jessica Meir e il partecipante al volo Hazza Al Mansouri. Per permettere a Al Mansouri di partecipare a una missione di 10 giorni, per quel periodo di tempo il numero degli abitanti della ISS salì a nove. Inoltre, il seggiolino occupato da Koch al lancio sulla Sojuz MS-12 venne occupato da Al Mansoori mentre Koch avrebbe trascorso ulteriori cinque mesi in orbita, atterrando con la Sojuz MS-13. Il 3 ottobre 2019, dopo 202 giorni in orbita, ritornò sulla Terra, atterrando nel Kazakistan.

#### SpaceX Crew-9 (Expedition 72)

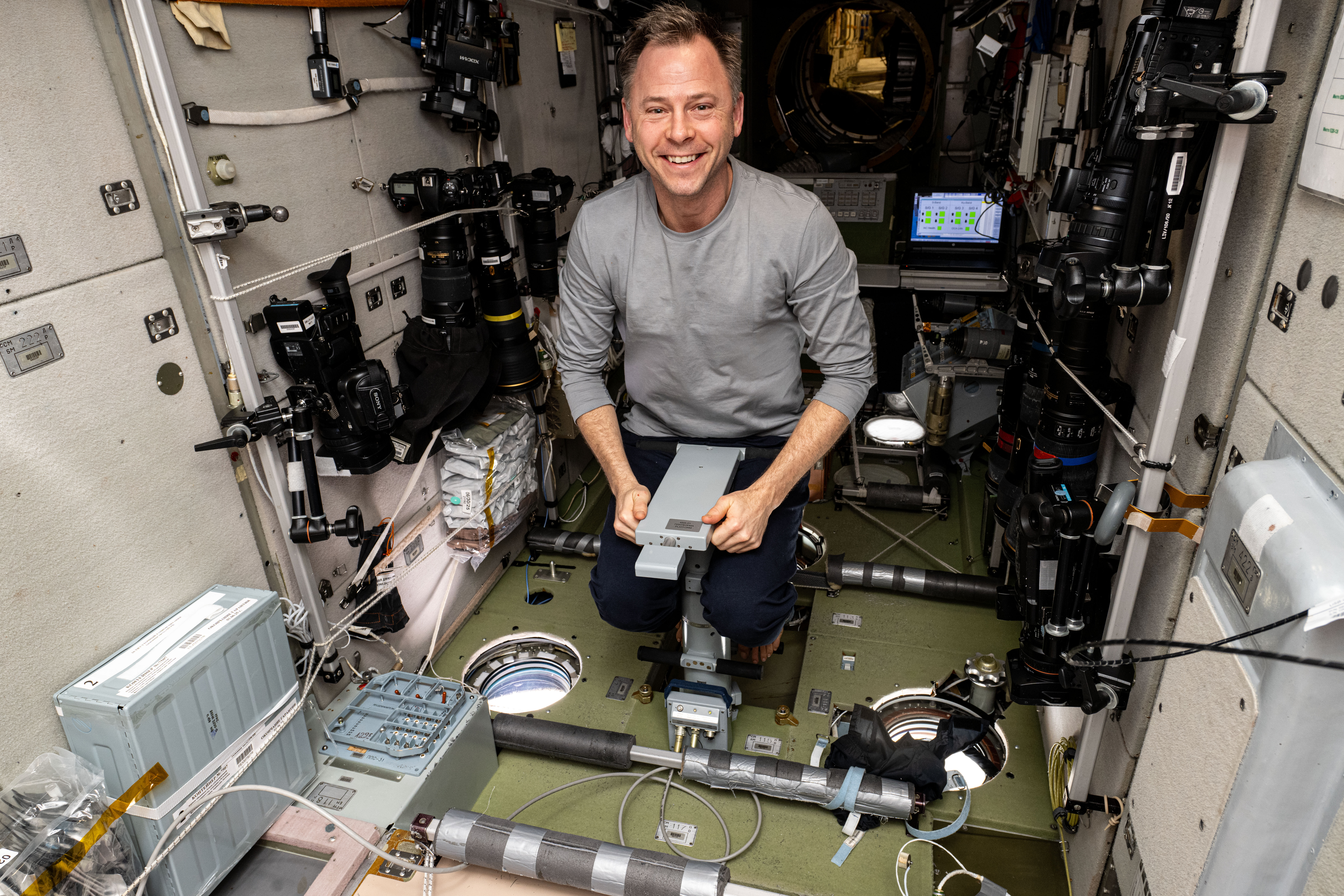
Hague si pesa nella "bilancia" del modulo Zvezda

Il 31 gennaio 2024 venne assegnato ufficialmente alla missione di lunga durata SpaceX Crew-9 (Expedition 72) con il ruolo di Pilota della navicella Crew Dragon Freedom.
Il lancio inizialmente pianificato per il 18 agosto 2024 venne rinviato al 24 settembre 2024 per dar tempo alla NASA di prendere una decisione sul ritorno sulla Terra della Boe-CFT di Boeing. Il 24 agosto 2024 la NASA decise di far rientrare la Starliner Calypso senza equipaggio e di trasferire i suoi due membri dell'equipaggio (Barry Wilmore e Sunita Williams) sulla Crew-9. Per permettere il ritorno di Wilmore e Williams, al lancio dovevano esserci a bordo due soli astronauti; il 30 agosto 2024 la NASA prese la decisione di assegnare Hague al ruolo di comandante e il cosmonauta Aleksandr Gorbunov al ruolo di Specialista di missione. Gorbunov venne scelto al fine di rispettare gli accordi presi con Roscosmos di avere un cosmonauta nei veicoli statunitensi (e un astronauta nei veicoli russi) mentre il ruolo di comandante poteva essere ricoperto da Cardman o da Hague che fino a quel momento ricopriva il ruolo di pilota; la decisione di sostituire il comandante Zena Cardman con Hague venne presa dal Capo dell'Ufficio astronauti della NASA Joe Acaba, considerando la mancanza di esperienze precedenti nel volo spaziale sia di Cardman sia di Gorbunov.
Il lancio venne posticipato al 26 settembre ma rinviato nuovamente per l'avvicinarsi dell'uragano Hélène. Il lancio avvenne infine il 28 settembre e il docking al boccaporto anteriore del modulo Harmony della ISS il giorno successivo. Dal momento del docking con la ISS all'equipaggio della Crew-9 si aggiunsero anche Butch Wilmore e Sunita Williams che avrebbero fatto ritorno sei mesi dopo a bordo della Crew-9.
Il 3 novembre 2024, Hague insieme al suo equipaggio svolse il riposizionamento automatico della navicella Crew Dragon Freedom, dal boccaporto anteriore a quello zenith di Harmony. Questa operazione fu necessaria per l'arrivo della missione di rifornimento SpaceX CRS-31, liberando il boccaporto anteriore nel quale è possibile svolge le operazioni di scarico del trunk di Dragon.  
Il 16 gennaio 2025 effettuò un'attività extraveicolare (EVA) della durata di sei ore insieme a Williams, durante la quale sostituirono un giroscopio, installarono coperture protettive sul telescopio a raggi X NICER e sostituirono un riflettore sull'IDA-3. Inoltre, eseguirono verifiche preliminari per futuri aggiornamenti del Alpha Magnetic Spectrometer (AMS-2). 
Appena due giorni dopo l'arrivo della SpaceX Crew-10 sulla ISS, il 18 marzo 2025, lasciò la ISS a bordo della Crew Dragon Freedom per fare ritorno sulla Terra dopo 171 giorni di missione. Freedom ammarò il giorno stesso al largo delle coste della Florida.

## Vita privata
È sposato con Catie Hague, un Tenente Colonnello dell'USAF, con cui ha avuto due figli. Nel tempo libero gli piace fare esercizio fisico, volare, sciare e fare immersioni.